# Asilus cinereus
Asilus cinereus är en tvåvingeart som först beskrevs av Giovanni Antonio Scopoli 1763.  Asilus cinereus ingår i släktet Asilus och familjen rovflugor. Inga underarter finns listade i Catalogue of Life.